# اکسیتون

ااکسیتون فرنکل، جفت الکترون-حفره مقید که در آن حفره در موقعیتی درون کریستال که با نقطه‌های سیاه نشان‌داده شده قرار گرفته‌است

اکسیتون مات وانیه، جفت الکترون-حفره مقید که در یک موقعیت کریستال قرار نگرفته‌است. این رقم به طور سیگنالی نشان‌دهندهٔ انتشار اکسیدون در شبکه است.

اکسیتون یک حالت مقید الکترون‌–‌حفره است که این دو با نیروی الکترو استاتیک کولنی جذب می‌شوند. اکسیتون یک شبه ذرهٔ خنثی است که در عایق‌ها، نیم‌رساناها و برخی مایعات وجود دارد. اکسیتون یک برانگیختگی مادهٔ چگال است و می‌تواند انرژی حمل کند بدون این که بار خالص داشته باشد.
هنگامی که یک فوتون توسط نیم‌رسانا جذب می‌شود یک اکسیتون تولید می‌شود. الکترون از باند والانس به باند هدایت برانگیخته می‌شود و یک حفره ایجاد می‌کند این الکترون در باند هدایت به‌طور مؤثر جذب حفره می‌شوداین جفت الکترون‌–حفره مقید یا همان اکسیتون دارای انرژی کمتر از جفت الکترون‌های غیر مقید است.
تابع موج حالت مقید تابع هیدروژنی گفته می‌شود، چون همان گونه که الکترون به پروتون مقید می‌شود واتم هیدروژن خنثی را تشکیل می‌دهد الکترون و حفره نیز می‌توانند توسط بر همکنش کولنی جذب شوند.
مفهوم اکسیتون اولین بار توسط Yakov Frenkel در سال ۱۹۳۱ مطرح شد. او اکسیتون‌های اتم‌ها را در یک عایق توصیف کرد و پیشنهاد داد که این حالت برانگیخته قادر به حرکت در ساختار شبکه است بدون این که بار خالصی را منتقل کند.

## تقسیم‌بندی اکسیتون‌ها

### اکسیتون‌های فرنکل
اکسیتون‌های قویا مقید
اکسیتون فرنکل که در ان حفره به‌طور مقید در کریستال قرار دارد.

### اکسیتون‌های مات وانیه
اکسیتون‌های مات وانیه که در مکان ثابتی قرار ندارد این شکل حرکت اکسیتون‌ها را نشان می‌دهد.

## بر همکنش اکسیتون
مکانیزم اصلی تابش نور در نیم رساناها در دماهای پایین هستند. به‌طور معمول اکسیتون‌ها درست در زیر
گاف دیده می‌شوند. وقتی که یک اکسیتون با فوتون برهمکنش می‌کند پلاریتون تشکیل می‌شود.
اکسیتون‌ها همچنین می‌توانند با یک اکسیتون دیگر کوپل شده و biexciton تولید کنند، درست شبیه bihydrogen
اگر حجم زیادی ازاکسیتون‌ها داخل ماده تولید شود می‌توانند با هم برهمکنش کرده و مایع الکترون – حفره تشکیل
دهند.